# Merlera
Merlera  (in greco Ερεικούσσα? - Ereikoussa, Ερείκουσα o Ereikousa, talvolta citata anche come Marlera o Meslera), situata nel Canale d'Otranto, è l'isola greca più settentrionale dello Ionio facente parte dell'arcipelago delle Diapontie.
Il suo nome deriva da Ereikousa, "erica", pianta che cresce in ogni parte dell'isola; il nome "Merlera" è attestato dai cartografi dal XVI secolo d.C.

## Geografia fisica
L'isola ha una superficie di circa 4,5 chilometri quadrati ed è la più popolata e frequentata delle Diapontie. I centri abitati sono 6. Fino al 2010, amministrativamente parlando, era una comunità autonoma della prefettura di Corfù inclusa nella regione amministrativa delle isole Ionie. Con la riforma dello stesso anno nota come "programma Callicrate" entrata in vigore il 1º gennaio 2011 appartiene al comune di Corfù
Ricca di verdi boschi di cipressi ed olivi le sue spiagge principali sono quelle di Porto (Πόρτο) e Braghini (Μπραγκίνι), nomi di chiara origine italiana risalenti al tempo del dominio veneziano.

## Storia
La storia vede l'isola di Merlera come possedimento veneziano sin dal XIII secolo, poi dopo un breve periodo sotto la dominazione francese, decretata dal Trattato di Campoformio che aveva assegnato ai transalpini l'Eptaneso, nonché la breve parentesi della Repubblica delle Sette Isole Unite, tra il 1800 e il 1807, il Trattato di Parigi del 1815 stabilì che essa, sempre insieme alle isole Ionie, divenisse protettorato del Regno Unito fino al suo definitivo passaggio alla Grecia avvenuto nel 1864.